# Novo Tepanje
Novo Tepanje je naselje v Občini Slovenske Konjice.